# Victoria Alonsopérez
Victoria Alonsoperez é uma engenheira e empresária uruguaia em eletrônica e telecomunicações. Ela inventou o Chipsafer, uma plataforma de software para rastrear gado e detectar anomalias em seu comportamento de forma remota e autônoma.

## Vida pregressa
María Victoria Alonsoperez nasceu no Uruguai. Estudou engenharia elétrica e espacial na Universidade da República, de Montevidéu. Em sua tese de graduação, trabalhou no projeto de sistemas para o primeiro satélite uruguaio. Em 2009, María Victoria recebeu uma bolsa para jovens da Federação Astronáutica Internacional, que lhe permitiu participar em vários congressos astronáuticos e envolver-se no Conselho Consultivo de Geração Espacial. Em 2011, frequentou um programa de estudos espaciais na Universidade Espacial Internacional e participou de uma competição de grupo, vencendo o Barcelona Zero-Gravity Aerobatics Challenge com dois colegas. Ela fez pós-graduação em engenharia aeroespacial, sendo a primeira uruguaia a estudar na área.

## Carreira
Aos doze anos, María Victoria Alonsoperez inventou um sistema para monitorizar o comportamento do gado, que poderia ser utilizado para evitar a repetição do desastre do surto de febre aftosa de 2001. Onze anos depois, enquanto trabalhava como professora associada na Universidade Espacial Internacional, ela ouviu falar do Concurso para Jovens Inovadores da União Internacional de Telecomunicações. María Victoria desenvolveu um produto chamado Chipsafer, enviou-o para a competição e venceu. Em 2013, María Victoria Alonsoperez ganhou o Prêmio de Melhor Jovem Inventor da Organização Mundial da Propriedade Intelectual. Em 2014, o Banco Interamericano de Desenvolvimento nomeou o Chipsafer como a Startup Mais Inovadora da América Latina e do Caribe, e o MIT Technology Review a selecionou como a Inovadora do Ano para a Argentina e o Uruguai.
Um dos benefícios de vencer o concurso foi um curso de empreendedorismo, onde María Victoria Alonsoperez aprendeu como montar uma empresa de desenvolvimento e criar um protótipo. Ela fundou a IEETech e, com o capital inicial da Agência Nacional de Pesquisa e Inovação do Uruguai, ela desenvolveu o protótipo, testou-o e passou a comercializar o Chipsafer. Uma vez criado o protótipo, María Victoria começou a buscar investidores para comprar o aparelho para testes em larga escala. O dispositivo é uma espécie de colar movido a energia solar que envia dados aos servidores da IEETech que então analisam os dados para detectar anomalias. Os servidores podem modificar as informações recebidas ou atualizar a função remotamente, e os proprietários de gado podem modificar os dados e a saída desejada para relatórios personalizados.
Em 2015, María Victoria Alonsoperez fez parceria com agricultores locais e a Universidade da República para mais testes e como forma de construir relacionamentos e mais tarde naquele ano foi nomeada como uma das mulheres mais inspiradoras do ano pela série BBC 100 Mulheres.
Em 2016, María Victoria Alonsoperez trabalhou para atrair investidores capitalistas de Vale do Silício, depois de uma consulta inicial de produto na China ter se revelado difícil.